# Erannis discolor
Erannis discolor là một loài bướm đêm trong họ Geometridae.